# 伊号第二百八潜水艦
伊号第二百八潜水艦（いごうだいにひゃくはちせんすいかん）は、日本海軍の未成潜水艦。伊二百一型潜水艦の8番艦。太平洋戦争後に解体された。

## 艦歴
マル戦計画の潜水艦高、第4501号艦型の8番艦、仮称艦名第4508号艦として計画。
1945年2月17日、呉海軍工廠で起工。3月5日、伊号第二百八潜水艦と命名されて本籍を横須賀鎮守府と仮定し、伊二百一型潜水艦の8番艦に定められる。4月17日、工程5%の状態で工事中止が発令された。
1946年4月から5月にかけて、伊号第二百七潜水艦と並行して播磨造船所呉船渠で解体された。